# Most w Sandomierzu

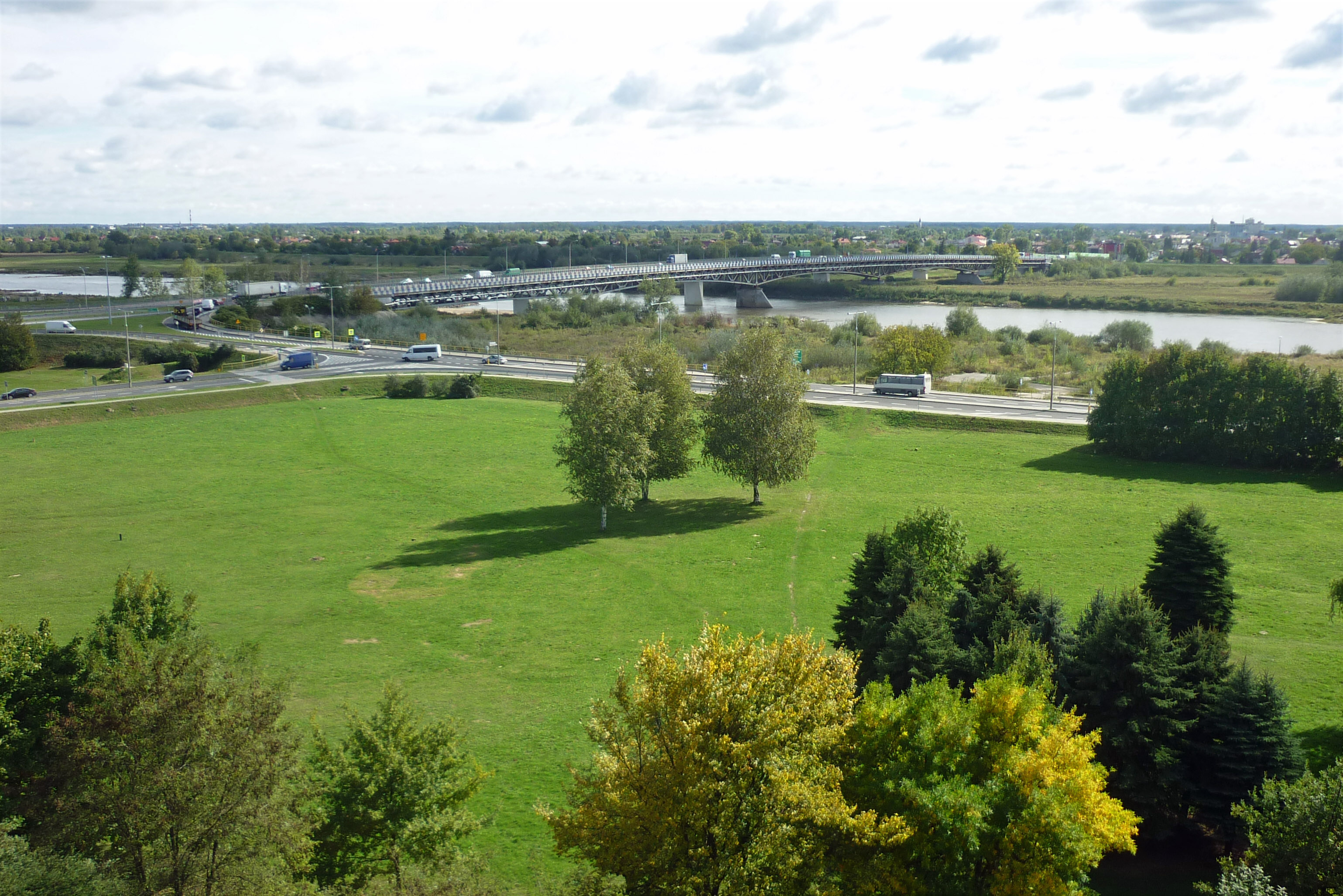

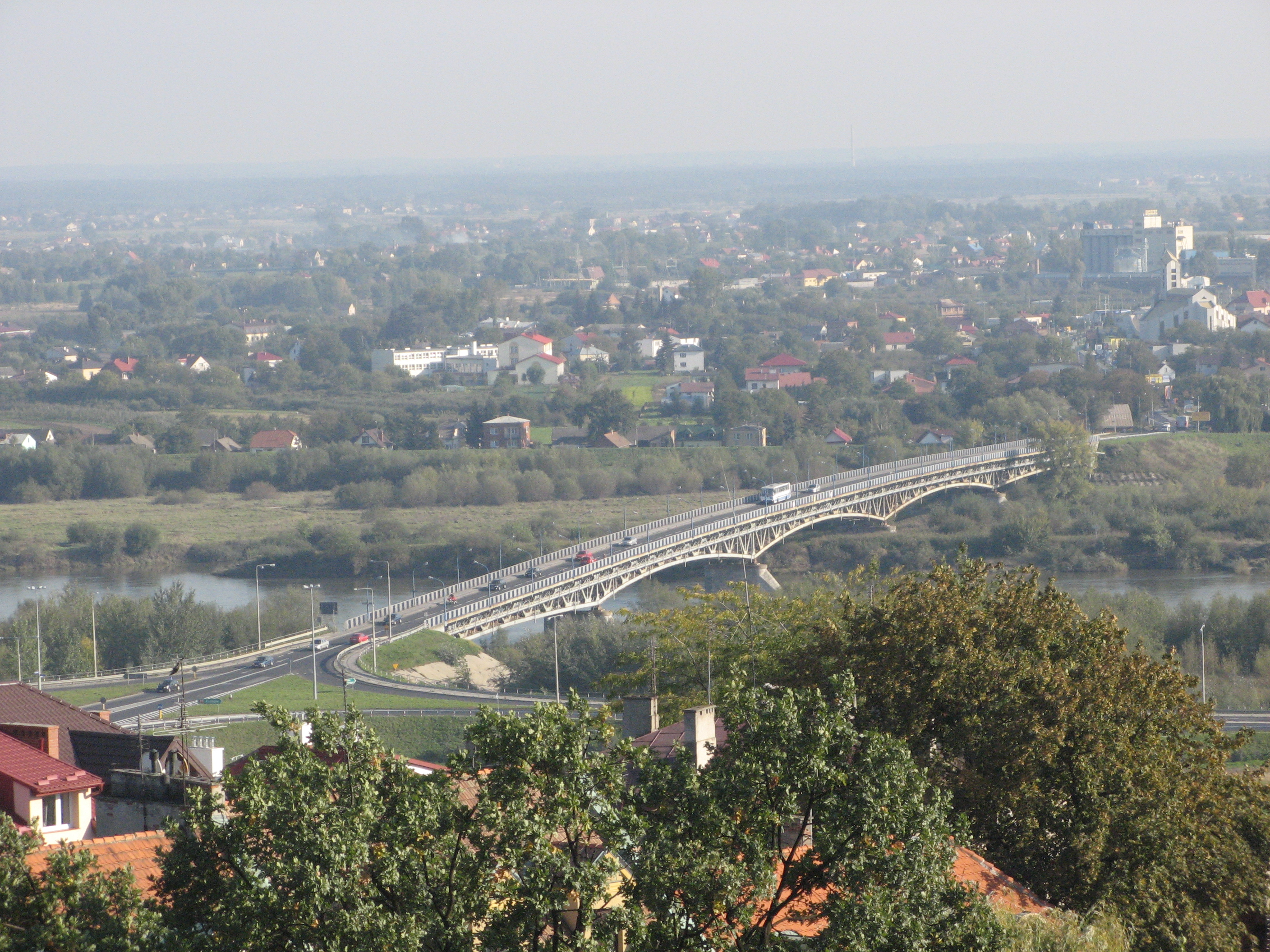

Most w Sandomierzu – most drogowy przez rzekę Wisłę w Sandomierzu, w województwie świętokrzyskim, w ciągu drogi krajowej nr 77. Jest to drugi most przez Wisłę w Sandomierzu wybudowany 10 m obok zamkniętego mostu w 2013, a wybudowanego w 1953.
Most 5-przęsłowy z betonu sprężonego o długości  455,80 metrów i szerokości 14,10 m wybudowany został przez firmę Mota-Engil Polska (obecnie Mota-Engil Central Europe S.A.) w latach 2009–2011. Na moście znajduje się jezdnia dwupasmowa i ciągi pieszo-rowerowe. Koszt budowy mostu wraz z dojazdami wyniósł 80,4 mln zł. Rozstaw podpór nowego mostu odpowiada rozstawowi podpór mostu istniejącego.
Most jest bardzo ważnym obiektem w sieci drogowej województwa świętokrzyskiego ze względu na wysokie natężenie ruchu kołowego przebiegającego przez stary most w centrum miasta. Most miał umożliwić przeprowadzenie remontu starej sandomierskiej przeprawy, ale nadal nie przeprowadzono remontu starego mostu. W kwietniu 2021 roku wybrano firmę wykonawcę Intop Tarnobrzeg na prace projektowe i wykonanie przebudowy starego mostu z 1953 roku. 
Najbliższe przeprawy mostowe przez Wisłę znajdują się w dół rzeki w Annopolu (w ciągu DK 74) i w górę rzeki w Nagnajowie (w ciągu DK 9).